# Grand Prix Turynu
Grand Prix Turynu, oficj. Grand Prix automobile de Turin, Grand Prix de Valentino – wyścig samochodowy, odbywający się w latach 1935, 1937, 1946-1948, 1952, 1955 na torze w parku miejskim Parco Sempione w Turynie.

## Zwycięzcy
| Rok       | Zwycięzca           | Samochód       | Seria          |
| --------- | ------------------- | -------------- | -------------- |
| 1935      | Tazio Nuvolari      | Alfa Romeo     | Wyniki         |
| 1936      | Nie rozgrywano      | Nie rozgrywano | Nie rozgrywano |
| 1937      | Antonio Brivio      | Alfa Romeo     | Wyniki         |
| 1938-1945 | Nie rozgrywano      | Nie rozgrywano | Nie rozgrywano |
| 1946      | Achille Varzi       | Alfa Romeo     | Wyniki         |
| 1947      | Raymond Sommer      | Ferrari        | Wyniki         |
| 1948      | Jean-Pierre Wimille | Alfa Romeo     | Wyniki         |
| 1949-1951 | Nie rozgrywano      | Nie rozgrywano | Nie rozgrywano |
| 1952      | Luigi Villoresi     | Ferrari        | Wyniki         |
| 1953-1954 | Nie rozgrywano      | Nie rozgrywano | Nie rozgrywano |
| 1955      | Alberto Ascari      | Lancia         | Wyniki         |